# Успенсько-Троїцька вулиця
Ву́лиця Успе́нсько-Тро́їцька — вулиця міста Конотоп Сумської області. Пролягає від історичного центру міста до мікрорайону Порт, а також є найдовшою серед вулиць міста.

## Розташування
Сполучає історичну частину міста з мікрорайоном Порт. Пролягає від проспекту Червоної Калини до вулиці Симона Петлюри.

## Назва
Вулиця названа шляхом об'єднання назв храмів Успіння Пресвятої Богородиці в Конотопі та церкви Пресвятої Трійці в селі Попівка, що розташовувались на цьому шляху у XIX столітті.

## Історія
Вулиця від свого утворення в XIX ст. носила назву Успенсько-Троїцька.
З 1923 року — вулиця Ворошилова. Уперше ця назва згадується 27 лютого 1923 року.
5 вересня 1991 року вулиці була повернута історична назва Успенсько-Троїцька.
1 червня 2004 року на розі з вулицею Клубною був встановлений пам'ятник Конотопському трамваю.
11 липня 2009 року на розі з вулицею Братів Лузанів був відкритий Собор Різдва Пресвятої Богородиці. На церемонії відкриття були присутні президент Віктор Ющенко і Патріарх Філарет. Також відкриття приурочене до святкування 350-річчя битви під Конотопом.

## Пам'ятки історії
За адресами Успенсько-Троїцька, 72 (1948 рік) та Успенсько-Троїцька, 84 (1957 рік) розташовані пам'ятки історії Братські могили жертв фашизму.